# Atletismo nos Jogos Olímpicos de Verão de 2020 - Lançamento de dardo feminino
O evento do lançamento de dardo feminino nos Jogos Olímpicos de Verão de 2020 ocorreu entre os dias 3 e 6 de agosto de 2021 no Estádio Olímpico. Esperava-se que aproximadamente 35 atletas participassem, mas ao final competiram 30 atletas de 20 nações.

## Formato
O evento continua a usar o formato de duas fases (eliminatórias e final) introduzido em 1936. Nas eliminatórias cada competidora teve direito a três lançamentos para atingir a distância de qualificação de 63 metros; se menos de 12 atletas conseguissem, as 12 melhores (incluindo todas as empatadas) avançavam.
Na final, cada atleta teve direito a três lançamentos iniciais; as oito primeiras atletas ao final da terceira rodada receberam três lançamentos adicionais para um total de seis, com o melhor a contar para o resultado final (os lançamentos da fase de qualificação não são considerados para a final).

## Calendário
Horário local (UTC +9)
| 3 de agosto   | 6 de agosto |
| 9:20          | 20:50       |
| ------------- | ----------- |
| Eliminatórias | Final       |

## Medalhistas
| Ouro   | CHN Liu Shiying       |
| Prata  | POL Maria Andrejczyk  |
| Bronze | AUS Kelsey-Lee Barber |

## Recordes
Antes desta competição, os recordes mundiais, olímpicos e regionais da prova eram os seguintes:
| Tipo | Atleta            | Marca   | Local     | Data                   |
| ---- | ----------------- | ------- | --------- | ---------------------- |
|      | Barbora Špotáková | 72,28 m | Stuttgart | 13 de setembro de 2008 |
|      | Osleidys Menéndez | 71,53 m | Atenas    | 27 de agosto de 2004   |

### Por região
| Região                             | Marca | Atleta            | Nação         |
| ---------------------------------- | ----- | ----------------- | ------------- |
| África                             | 69,35 | Sunette Viljoen   | África do Sul |
| Ásia                               | 67,98 | Lü Huihui         | China         |
| Europa                             | 72,28 | Barbora Špotáková | Chéquia       |
| América do Norte, Central e Caribe | 71,70 | Osleidys Menéndez | Cuba          |
| Oceania                            | 68,92 | Kathryn Mitchell  | Austrália     |
| América do Sul                     | 63,84 | Flor Ruiz         | Colômbia      |

## Resultados

### Eliminatórias
Regra de qualificação: marca padrão de 63,00 m (Q) ou pelo menos os 12 melhores atletas (q) avançam a final.
| Pos. | Grupo | Atleta                | CON                 | #1    | #2    | #3    | Marca | Notas                |
| ---- | ----- | --------------------- | ------------------- | ----- | ----- | ----- | ----- | -------------------- |
| 1    | A     | Maria Andrejczyk      | POL Polônia         | 65.24 |       |       | 65.24 | Q                    |
| 2    | B     | Maggie Malone         | USA Estados Unidos  | 63.07 |       |       | 63.07 | Q                    |
| 3    | B     | Kelsey-Lee Barber     | AUS Austrália       | 51.27 | 53.82 | 62.59 | 62.59 | q,                   |
| 4    | A     | Mackenzie Little      | AUS Austrália       | 62.37 | 58.94 | 53.57 | 62.37 | q,                   |
| 5    | B     | Eda Tuğsuz            | TUR Turquia         | X     | 62.31 | X     | 62.31 | q,                   |
| 6    | B     | Haruka Kitaguchi      | JPN Japão           | 62.06 | 59.55 | X     | 62.06 | q,                   |
| 7    | A     | Lü Huihui             | CHN China           | 59.22 | 57.20 | 61.99 | 61.99 | q                    |
| 8    | B     | Liveta Jasiūnaitė     | LTU Lituânia        | 61.96 | 58.74 | 60.76 | 61.96 | q                    |
| 9    | B     | Liu Shiying           | CHN China           | 61.95 | 60.68 | 59.76 | 61.95 | q                    |
| 10   | B     | Kathryn Mitchell      | AUS Austrália       | X     | X     | 61.85 | 61.85 | q                    |
| 11   | B     | Christin Hussong      | GER Alemanha        | 59.19 | 61.68 | 58.06 | 61.68 | q                    |
| 12   | A     | Madara Palameika      | LAT Letônia         | 60.30 | 59.85 | 60.94 | 60.94 | q,                   |
| 13   | A     | Tatsiana Khaladovich  | BLR Bielorrússia    | 60.78 | X     | 58.93 | 60.78 |                      |
| 14   | B     | Barbora Špotáková     | CZE República Checa | X     | 60.52 | 57.44 | 60.52 |                      |
| 15   | A     | Jucilene de Lima      | BRA Brasil          | X     | 60.14 | 58.79 | 60.14 |                      |
| 16   | A     | Nikola Ogrodníková    | CZE República Checa | X     | 60.03 | 57.41 | 60.03 |                      |
| 17   | A     | Kara Winger           | USA Estados Unidos  | 57.95 | 59.71 | 58.51 | 59.71 |                      |
| 18   | B     | Laila Ferrer e Silva  | BRA Brasil          | 59.47 | 56.81 | 57.61 | 59.47 |                      |
| 19   | B     | Irena Gillarová       | CZE República Checa | X     | 59.16 | X     | 59.16 | Recorde da temporada |
| 20   | A     | Marija Vučenović      | SRB Sérvia          | 54.61 | 57.73 | 58.93 | 58.93 |                      |
| 21   | B     | Victoria Hudson       | AUT Áustria         | 56.55 | 58.60 | X     | 58.60 |                      |
| 22   | A     | Anete Kociņa          | LAT Letônia         | X     | 58.84 | 57.68 | 58.84 |                      |
| 23   | A     | Elizabeth Gleadle     | CAN Canadá          | X     | 55.70 | 58.19 | 58.19 |                      |
| 24   | B     | Jo-Ane van Dyk        | RSA África do Sul   | 55.31 | 55.43 | 57.69 | 57.69 |                      |
| 25   | A     | Réka Szilágyi         | HUN Hungria         | 57.39 | 57.22 | 55.82 | 57.39 |                      |
| 26   | B     | Līna Mūze             | LAT Letônia         | 54.03 | 53.10 | 57.33 | 57.33 |                      |
| 27   | A     | María Lucelly Murillo | COL Colômbia        | 49.48 | 54.98 | X     | 54.98 |                      |
| 27   | B     | Ariana Ince           | USA Estados Unidos  | X     | 53.21 | 54.98 | 54.98 |                      |
| 29   | A     | Annu Rani             | IND Índia           | 50.35 | 53.19 | 54.04 | 54.04 |                      |
| —    | A     | Sara Kolak            | CRO Croácia         | X     | X     | X     | NM    |                      |

### Final
A final foi disputada em 6 de agosto, às 20:50 locais.
| Pos.              | Atleta            | CON                | #1    | #2    | #3    | #4    | #5    | #6    | Marca | Notas                |
| ----------------- | ----------------- | ------------------ | ----- | ----- | ----- | ----- | ----- | ----- | ----- | -------------------- |
| Medalha de ouro   | Liu Shiying       | CHN China          | 66.34 | X     | 63.40 | X     | —     | —     | 66.34 | Recorde da temporada |
| Medalha de prata  | Maria Andrejczyk  | POL Polônia        | 62.56 | 64.61 | 61.03 | 63.62 | 64.45 | 59.31 | 64.61 |                      |
| Medalha de bronze | Kelsey-Lee Barber | AUS Austrália      | 61.98 | 63.69 | 63.34 | 64.04 | 58.85 | 64.56 | 64.56 | Recorde da temporada |
| 4                 | Eda Tuğsuz        | TUR Turquia        | X     | X     | 62.13 | 62.17 | 63.35 | 64.00 | 64.00 | Recorde da temporada |
| 5                 | Lü Huihui         | CHN China          | 62.83 | 63.11 | 63.41 | 61.85 | 59.54 | 59.44 | 63.41 |                      |
| 6                 | Kathryn Mitchell  | AUS Austrália      | 61.82 | 61.66 | 60.08 | X     | X     | X     | 61.82 |                      |
| 7                 | Liveta Jasiūnaitė | LTU Lituânia       | 60.06 | 58.66 | 59.09 | 55.64 | 58.39 | X     | 60.06 |                      |
| 8                 | Mackenzie Little  | AUS Austrália      | 59.96 | 57.80 | 55.47 | 54.76 | 54.94 | 54.51 | 59.96 |                      |
| 9                 | Christin Hussong  | GER Alemanha       | 59.94 | 59.18 | 59.61 | —     | —     | —     | 59.94 |                      |
| 10                | Maggie Malone     | USA Estados Unidos | 53.88 | 59.82 | 58.88 | —     | —     | —     | 59.82 |                      |
| 11                | Madara Palameika  | LAT Letônia        | X     | 54.30 | 58.70 | —     | —     | —     | 58.70 |                      |
| 12                | Haruka Kitaguchi  | JPN Japão          | 53.45 | X     | 55.42 | —     | —     | —     | 55.42 |                      |

Legenda
| Recorde mundial      | Recorde mundial (World record)               |                       | Recorde africano                      | Recorde africano (African) |                                           | Q | Classificado por posição (Qualified) |
| Recorde olímpico     | Recorde olímpico (Olympic record)            | Recorde da América    | Recorde da América (Americas)         | q                          | Classificado por melhor tempo (Qualified) |   |                                      |
| Melhor marca do ano  | Melhor marca do ano (World leading)          | Recorde asiático      | Recorde asiático (Asian)              | DNS                        | Não largou (Did not start)                |   |                                      |
| Recorde nacional     | Recorde nacional (National record)           | Recorde europeu       | Recorde europeu (European)            | DNF                        | Não terminou (Did not finish)             |   |                                      |
| Recorde pessoal      | Recorde pessoal do atleta (Personal best)    | Recorde da Oceania    | Recorde da Oceania (Oceania)          | DSQ / DQ                   | Desclassificado (Disqualified)            |   |                                      |
| Recorde da temporada | Recorde da temporada do atleta (Season best) | Recorde sul-americano | Recorde sul-americano (South America) | NM                         | Sem marca (No mark)                       |   |                                      |